# Eva Kulot
Eva Kulot (* 30. März 1982 in Köln) ist eine ehemalige deutsche Fußballspielerin.

## Karriere
Die 172 cm große Abwehrspielerin Kulot gehörte von 1999 bis 2001 zunächst dem FCR Duisburg 55 an, und in der Saison 2001/02 dem FCR 2001 Duisburg, wie sich der Verein seit der Eigenständigkeit am 8. Juni 2001 nannte.
Bevor sie mit 17 Jahren zum Fußball gelangte, widmete sie sich dem Tennis und der Leichtathletik.
Mit dem FCR Duisburg 55 gewann sie am Ende ihrer Premierensaison im Seniorinnenbereich auf Anhieb die Deutsche Meisterschaft – überlegen mit 15 Punkten Vorsprung auf den Vorjahresmeister 1. FFC Frankfurt. Im Wettbewerb um den DFB-Pokal unterlag ihr Verein Grün-Weiß Brauweiler im Viertelfinale mit 3:5 im Elfmeterschießen.
Die Folgesaison, in der Kulot in 15 Punktspielen zum Einsatz kam, schloss ihr Verein als Drittplatzierter ab und unterlag im DFB-Pokal-Wettbewerb bereits in der 1. Runde mit 1:2 n. V. dem Hamburger SV.
In ihrer letzten Saison schloss der FCR 2001 Duisburg in der Meisterschaft erneut als Drittplatzierter ab und schied im DFB-Pokal-Wettbewerb im Viertelfinale mit 1:2 gegen den FSV Frankfurt aus.

## Erfolge
- Deutscher Meister 2000

## Sonstiges
Kulot absolvierte nach ihrer Fußballkarriere, die sie aufgrund einer Verletzung mit 22 Jahren beendet hatte, eine kaufmännische Ausbildung und arbeitete danach in der Wirtschaft.
Im Jahr 2010 zog sie nach Düsseldorf und leitet seit dem 1. Oktober 2019 das im Komplex der Merkur Spiel-Arena beheimatete Sportamt der Landeshauptstadt von Nordrhein-Westfalen.